# Campylanthus junceus
Campylanthus junceus är en grobladsväxtart som beskrevs av Michael Pakenham Edgeworth. Campylanthus junceus ingår i släktet Campylanthus och familjen grobladsväxter. Inga underarter finns listade i Catalogue of Life.